# Воины-интернационалисты из Белорусской ССР
Воины-интернационалисты из Белорусской ССР — уроженцы и жители Белорусской ССР различных национальностей, которые принимали участие в зарубежных конфликтах СССР в рамках выполнения «интернационального долга». Законом Республики Беларусь «О ветеранах» они обозначены как участники боевых действий в других странах. За весь период существования Советского Союза этнические белорусы, уроженцы страны и будущие граждане независимой Беларуси побывали в различных «горячих точках» Африки, Азии, Европы и Латинской Америки. Зарубежные командировки проводились ещё в межвоенный период, но в годы Холодной войны обрели больший размах. Самым масштабным конфликтом по числу вовлечённых белорусов стала Афганская война.
Государство культивирует уважение к памяти воинов-интернационалистов и гордость за участие соотечественников в зарубежных конфликтах, посредством мемориализации и музеефикации: открытия музеев, музейных уголков, мемориальных досок, названий улиц, объектов городской инфраструктуры. Законодательство предоставляет для данной категории граждан различные льготы и гарантии, хотя на практике ветераны периодически сталкиваются с невыполнением предписанного. Особенно много жалоб со стороны инвалидов. Есть также проблема с тем, что не все воины-интернационалисты получили соответствующий статус, так как часть военных миссий были секретными, а поэтому документальных подтверждений участия в боевых действиях не осталось.
Верификация данных о количестве участников боевых действий и погибших продолжается до сих пор.

## Терминология и статус
В советские годы воинами-интернационалистами назывались военнослужащие, выполнявшие интернациональный долг, то есть направлявшиеся за границу для оказания помощи дружественным СССР режимам и национально-освободительным движениям в военном строительстве, отражении агрессии извне, а во многих случаях и борьбе с внутренней вооружённой оппозицией. Наибольший размах данная практика получила после окончания Второй мировой войны. Советские военнослужащие в роли советников, специалистов и переводчиков работали в различных странах Африки, Азии, Европы и Латинской Америки. Официально советские участники локальных войн и военных конфликтов 1950–1980-х были признаны участниками боевых действий и приравнены к ветеранам Великой Отечественной войны только в 1983 году.
В законе Республики Беларусь «О ветеранах» от 17 апреля 1992 года воины-интернационалисты обозначены как участники боевых действий на территории других государств. К данной категории отнесены:
1.1. военнослужащие, в том числе уволенные в запас (отставку), военнообязанные, призывавшиеся на военные сборы, лица начальствующего и рядового состава органов внутренних дел и органов государственной безопасности, работники указанных органов (включая специалистов и советников Министерства обороны СССР, Комитета государственной безопасности и Министерства внутренних дел СССР и БССР), направлявшиеся в Афганистан или другие государства либо проходившие службу в составе Вооруженных Сил СССР на территории союзных республик, входивших в состав СССР, и принимавшие участие в боевых действиях при исполнении служебных обязанностей в этих государствах;
1.2. военнослужащие автомобильных батальонов, направлявшиеся в Афганистан для доставки грузов в период ведения боевых действий;
1.3. военнослужащие лётного состава, совершавшие вылеты на боевые задания в Афганистан с территории СССР в период ведения боевых действий;
1.4. работники (включая членов лётных экипажей воздушных судов гражданской авиации, выполнявших полеты в Афганистан в период ведения боевых действий), обслуживавшие воинские контингенты Вооружённых Сил СССР на территории других государств, получившие ранения, контузии или увечья либо награжденные орденами или медалями СССР за участие в обеспечении боевых действий;

1.5. работники, направлявшиеся в Афганистан в период с декабря 1979 года по декабрь 1989 года, отработавшие установленный срок либо откомандированные досрочно по уважительным причинам.
Документ уточняет, что перечень государств и периодов участия белорусов в зарубежных конфликтах определяет Совет Министров. Ранее список составляло Министерство обороны. В ныне утратившем силу приказе главы военного ведомства Андрея Чумакова указаны следующие пункты:
Раздел I
- Гражданская война в России (с 23 февраля 1918 года по октябрь 1922 года)
- Советско-польская война (март—октябрь 1920 года)
- Гражданская война в Испании (1936—1939)
- Советско-финляндская война (с 30 ноября 1939 года по 13 марта 1940 года)
- Великая Отечественная война (с 22 июня 1941 года по 9(11) мая 1945 года)
- Советско-японская война (с 9 августа 1945 года по 3 сентября 1945 года)
- Боевые операции по ликвидации басмачества (с октября 1922 года по июнь 1931 года)
- Хасанские бои (с 29 июля по 11 августа 1938 года)
- Бои на реке Халхин-Гол (с 11 мая по 16 сентября 1939 года)
- Польский поход РККА (с 17 по 28 сентября 1939 года)
- Боевые действия в Китае (с августа 1924 года по июль 1927 года; с октября по ноябрь 1929 года; с июля 1937 года по сентябрь 1944 года; с  июля по сентябрь 1945 года; с марта 1946 года по апрель 1949 года; с марта по май 1950 года; с июня 1950 года по июль 1953 года)
- Венгерское восстание (1956)
- Пограничный конфликт на острове Даманском (март 1969 года)
- Пограничный конфликт у озера Жаланашколь (август 1969 года)

Раздел II
- Оборона Одессы (с 10 августа по 16 октября 1941 года)
- Оборона Ленинграда (с 8 сентября 1941 года по 27 января 1944 года)
- Оборона Севастополя (с 5 ноября 1941 года по 4 июля 1942 года)
- Оборона Сталинграда (с 12 июля по 19 ноября 1942 года)

Раздел III
- Миссия в Алжире (1962—1964)
- Арабо-израильские войны в Египте (с октября 1962 года по март 1963 года; июнь 1967 года; 1968 год; с марта 1969 года по июля 1972 года;  с октября 1973 года по март 1974 года; с июня 1974 года по февраль 1975 года)
- Гражданская война в Северном Йемене (с октября 1962 года по март 1963 года; с ноября 1967 года по декабрь 1969 года)
- Вьетнамская война (с января 1961 года по декабрь 1974 года)
- Арабо-израильские войны в Сирии (июнь 1967 года; марта — июль 1970 года; сентября — ноябрь 1972 года; октябрь 1973 года)
- Гражданская война в Анголе (с ноября 1975 года по ноябрь 1979 года)
- Война за независимость Мозамбика (1967 — 1969 годы) и Гражданская война в Мозамбике (с ноября 1975 года по ноябрь 1979 года)
- Гражданская война в Эфиопии (с декабря 1977 года по ноябрь 1979 года)
- Афганская война (с апреля 1978 года по 15 февраля 1989 года)
- Гражданская война в Камбодже (апрель — декабрь 1970 года)
- Миссия в Бангладеш (1972 — 1973 годы)
- Гражданская война в Лаосе (с января 1960 года по декабрь 1963 года; с августа 1964 года по ноябрь 1968 года; с ноября 1969 года по декабрь 1970 года)
- Первая Ливанская война (июнь 1982 года)

На 2021 год в перечне, который также начинался с гражданской войны, содержались 18 «горячих точек», связанных с воинами-интернационалистами:
Приложение № 2
- Китай (март – май 1950, для группы войск ПВО)
- Северная Корея (июнь 1950 – июль 1953)
- Венгрия (1956)
- Остров Даманский (март 1969)
- Озеро Жаланашколь (август 1969)

Приложение № 3
- Алжир (1962 – 1964)
- Египет (октябрь 1962 – февраль 1975, с перерывами)
- Йемен (октябрь 1962 – декабрь 1969, с перерывами)
- Вьетнам (январь 1961 – декабрь 1974)
- Ангола (ноябрь 1975 – ноябрь 1992)
- Сирия (июнь 1967 – октябрь 1973, с перерывами)
- Мозамбик (1967 – август 1988, с перерывами)
- Эфиопия (декабрь 1977 – ноябрь 1990)
- Афганистан (апрель 1978 – февраль 1989)
- Камбоджа (апрель – декабрь 1970)
- Бангладеш (1972 – 1973)
- Лаос (январь 1960 – декабрь 1970, с перерывами)
- Ливан и Сирия (июнь 1982)

По непонятным причинам оба перечня обходят вниманием ввод войск в Чехословакию (1968) и эфиопо-сомалийский конфликт.
«Перечень государств, территорий и периодов ведения боевых действий с участием граждан Республики Беларусь (бывших граждан СССР)» на 2024 год включает войну в Корее (1950—1953 гг.), боевые действия в Венгрии (1956 г.), боевые действия на о. Доманский (март 1969 г.) и берегу оз. Жаланашколь (август 1969 г.); и ещё 13 войн и военных конфликтов, хронологические рамки которых постоянно уточняются. Всего указано 17 «горячих точек».
В 2025 году Совет министров принял новый список. В перечень вошло 14 стран. К воиным-интернационалистам из них относятся: Алжир (1962–1964), Ангола (ноябрь 1975 – ноябрь 1992), Афганистан (апрель 1978 – 15 февраля 1989), Бангладеш (1972–1973; для кораблей и вспомогательных судов военно-морского флота СССР), Вьетнам (январь 1961 – декабрь 1974; в том числе для разведывательных кораблей Тихоокеанского флота, решавших задачи боевой службы в Южно-Китайском море), Египет / Объединённая Арабская Республика (октябрь 1962 – март 1963, июнь 1967, 1968 год, март 1969 – июль 1972, октябрь 1973 – март 1974, июнь 1974 – февраль 1975), Йеменская Арабская Республика (октябрь 1962 – март 1963, ноябрь 1967 – декабрь 1969), Камбоджа (апрель–декабрь 1970), Лаос (январь 1960 – декабрь 1963, август 1964 – ноябрь 1968, ноябрь 1969 – декабрь 1970), Мозамбик (1967–1969, ноябрь 1975 – ноябрь 1979, март 1984 – август 1988), Сирия (июнь 1967, март–июль 1970, сентябрь–ноябрь 1972, октябрь 1973), Сирия и Ливан (июнь 1982), Эфиопия (декабрь 1977 – ноябрь 1990).

## Численность и потери
Александра Кузнецова-Тимонова указывала, что сложность в определении числа ветеранов определена следующими фактами: 1) некоторые военнослужащие прошли через две или более «горячих точек»; 2) далеко не все участники локальных военных конфликтов, в том числе кадровые военные, имеют официальный статус воина-интернационалиста; 3) почти полная закрытость источниковой базы; 4) отсутствуют чёткие критерии участия в том или ином военном конфликте военнослужащих и гражданских специалистов.
По военно-советнинической работе в Китае в 1920-е годы Ириной Воронковой выявлены имена троих уроженцев Белоруссии. В её трудах, посвящённым участию белорусов в испанском конфликте, упомянуто множество бойцов: 13 танкистов, 12 авиаспециалистов, 3 советника-артиллериста, 3 общевойсковых советника, 14 советников по диверсионно-разведывательной деятельности и безопасности, 1 связист, 1 советник ВМФ, 1 советник ПВО. Из них погибшими названы 8 танкистов, 3 лётчика и 3 советника по диверсионно-разведывательной деятельности и безопасности. В числе бойцов интербригад названы имена 32 белорусов, в том числе 1 погибший. За 1937–1941 годы по войне в Китае Воронкова установила имена 11 человек, включая как минимум 4 погибших, в то время как на сайте посольства Беларуси в КНР указаны имена 10 погибших. По Корейской войне специалистка установила как минимум 19 человек. Из них погибло 12, включая 6 авиаторов. Среди советских военных специалистов во Вьетнаме также были белорусы; один из них погиб. По информации газеты «Звязда», в разное время в Египте служило около тысячи белорусов. По войне в Анголе газета назвала цифру в примерно 160 человек, по меньшей мере двое погибших.
Число белорусов, побывавших в Афганистане, опираясь на данные 1999 года Республиканской книги памяти воинов-интернационалистов, составило 28 832 человек. Аналогичные сведения содержаться в сборнике 2014 года «Афганская война (1979-1989 гг.): ключевые аспекты современного осмысления» за авторством кафедры социально-политических и исторических дисциплин БрГТУ. На сайте Белорусского союза ветеранов сообщается о более 32 000 белорусах-«афганцах». Издание «Мінская праўда» заявляло о чуть более 30 тысячах, из которых к февралю 2023 года осталось 22. По данным БЕЛТА, в «горячей точке» погиб 771 белорус (в том числе 4 женщины), 1500 были ранены, 718 остались инвалидами, 12 пропали без вести. В библиографическом справочнике 2019 года «Афганистан. Память и боль» относительно инвалидов есть другая цифра — 702. Согласно авторам сборника БрГТУ, в Афганистане погибли 723 белоруса.
Председатель Минского областного центра инвалидов войны в Афганистане Александр Комаровский в 2013 году говорил о 30 577 граждан БССР в Афганистане, включая 789 погибших, и более 5 тысяч в других странах. Евгений Кононович из газеты «СБ. Беларусь сегодня» в 2015 году писал, что во второй половине XX века белорусы выполняли интернациональный долг в 15 странах. В локальных военных конфликтах погибли 788 человек, из них 771 — в Афганистане. На 1 января 2016 года, согласно информации Министерства труда и социальной защиты, в Беларуси проживало 25 900 ветеранов конфликтов на территории других государств (в основном это участники Афганской войны). На начало 2025 года в стране проживала 21 тысяча лиц с таким статусом.
На 2023 год Кузнецова-Тимонова заявляла следующие цифры погибших: Афганистан — 840 (включая этнических белорусов, рождённых в других советских республиках), Ангола — 7, Корея — 12, Эфиопия — 5, Сирия — 3, Йемен — 1, Венгрия — 14, Вьетнам — 1, Египет — 4. На тот момент в стране проживало более 20 тыс. ветеранов боевых действий на территории других государств (уроженцев Белоруссии и других республик СССР). Многие гражданские специалисты (учителя, врачи, переводчики, строители и т.д.), работавшие на территории воюющих стран, не получили статуса участников боевых действий.
Согласно Республиканской книге памяти воинов-интернационалистов на 2024 год, во Вьетнаме воевал 201 представитель Беларуси (1 погиб), в Египте — 619 (3 погибло), в Анголе — 127 (2 погибло), в Эфиопии — 113 (погибло 5).
Кузнецовой-Тимоновой в ходе обработки данных установлены следующие сведения:
- 65 человек командированы во Вьетнам (в январе 1961 — декабре 1974 гг.). Воинские звания троих в источниках не обозначены, остальные 62 — офицеры. Из них: 37 военных специалистов, 5 военных советников. Статус 19 офицеров не обозначен.
- 258 человек принимали участие в арабо-израильских войнах на стороне Египта в разные годы (октябрь 1962 — март 1963 гг., июнь 1967 г., 1968 г., март 1969 — июль 1972 гг., октябрь 1973 — март 1974 гг., июнь 1974 — февраль 1975 гг.), включая 47 (в т. ч. 2 матроса) рядовых, 30 младших командиров (5 старших матросов, 10 сержантов, 6 старшин, 9 прапорщиков), 66 без указания звания. Остальные — офицеры, среди которых 26 военных советников, 23 военных специалиста. Также идентифицированы 4 военных переводчика. Выявлен один гражданский специалист, который являлся советским экспертом ООН в правоохранительных органах Египта. Принадлежность 57 офицеров к какой-либо из этих категорий не выявлена.
- по Ангольскому конфликту (в ноябре 1975 — декабре 1992 гг.) установлено 145 имён, а именно 3 рядовых (из них 1 матрос, 2 солдата-водителя), 2 сержантов (водители), 1 старшина, 8 прапорщиков. Отдельные старшие прапорщики отнесены к категории военных специалистов. Среди офицеров — 41 военный советник, 37 военных специалистов, 16 переводчиков. У 31 человека категория не определена.
- по Эфиопии (1977—1990 гг.) установлено 55 человек, 2 из которых — прапорщики (один из них отнесен к категории военных специалистов). Остальные — офицеры, среди которых 21 военный советник, 5 военных специалистов, 1 переводчик. 23 не отнесены ни к одной из категорий.

Исследовательница выявила также двух военнослужащих, которые побывали в двух и трёх «горячих точках».

## Проблемы
Согласно закону «О ветеранах», воины-интернационалисты получают поддержку и льготы в пенсионном обеспечении, налогооблажении, здравоохранении, образовании, жилищных отношений и прочем. Однако они порой сталкиваются с отсутствием поддержки со стороны властей. В 2012—2013 годах в СМИ был поднят вопрос о положении инвалидов. Чиновники подчёркивали, что инвалидам боевых действий на территории других государств предоставляются льготы и гарантии, предусмотренные для инвалидов Великой Отечественной войны. Меры социальной защиты этой категории граждан определены также законом «О государственных социальных льготах, правах и гарантиях для отдельных категорий граждан».
Ветеран Александр Комаровский жаловался на недостаточную поддержку инвалидов (по его словам, часто пенсия оказывается единственным источников доходов, потому что трудоустройство инвалидов в стране затруднено), высокий уровень самоубийств, отсутствие помощи для семей умерших после боевых действий. Как подметил Комаровский, из поддержки у них есть только льготный проезд в общественном транспорте. Директор благотворительного фонда помощи воинам-интернационалистам «Память Афгана» Александр Метла в 2012 году говорил об создании отрицательного имиджа ветеранов.
Недовольство участников боевых действий вызвали установленные в Постановлении Совета министров от 28.11.2012 г. №1088 пять видов удостоверений национального образца, обусловленных различным объёмом социальных льгот и гарантий. Различия введены также для инвалидов и гражданских работников ВС СССР. Последним выданы удостоверения в зависимости от заслуг и соответствующего объёма предоставляемых законодательством социальных льгот и гарантий. Воин-«афганец» Сергей Дешук посчитал, что «это очередной умысел на разделение», чтобы ветеранам было сложнее отстаивать свои интересы. Однако и. о. министра обороны Пётр Тихоновский указал, что данное решение исключает путаницу при предоставлении ветеранам и инвалидам социальных льгот и гарантий в зависимости от их статуса.
Ветеран Валерий Гайдукевич в 2020 году отметил, что наиболее важными вопросами стали отсутствие политической оценки, социальная помощь (в особенности обеспечение жильём), размеры пенсии, недостаточное внимание к гражданскому персоналу со стороны государства и общества, пренебрежительное отношение к инвалидам со стороны отдельных должностных лиц.
Другим проблемным аспектом стало получение статуса воина-интернационалиста. Как писал Сергей Коломнин, часть участников зарубежных миссий не имеет доказательств этого в своих личных делах. Иногда ставили только штамп «приписан к в/ч 44708», что означало 10-е управление ГШ ВС СССР. В постсоветский период из-за этого возникли проблемы в военкоматах. Было непонятно, кому и сколько платить «боевых», как рассчитывать пенсии и пособия. Поскольку миссии были секретными, военнослужащие не смогли доказать, что они воевали за границей. Многие внутренние официальные документы были уничтожены сразу после использования, архивов с внутренней документацией о секретной военной деятельности в других странах не сохранилось.

## Память
Указом Президента Республики Беларусь № 157 от 26 марта 1998 года 15 февраля объявлен Днём памяти воинов-интернационалистов.
Как писала в 2023 году Кузнецова-Тимонова, с середины 1980-х активно развивалась музеефикация и мемориализация памяти о воинах-интернационалистах. Процесс начался с открытия в школах музеев и музейных уголков, посвящённых погибшим в Афганистане выпускникам, в их честь назывались пионерские организации. Отдельным примером увековечения памяти стали объекты городской инфраструктуры: парки, аллеи, скверы. Основным вариантом персонализированного увековечения памяти конкретных людей, погибших в Афганистане и других локальных войнах, являются мемориальные доски. По инициативе «афганцев» в 1993 году был создан Витебский городской музей воинов-интернационалистов — единственный в республике специализированный музей истории войны в Афганистане.
Почти все памятники воинам-интернационалистам посвящены памяти участия советских военнослужащих именно в войне в Афганистане, из-за чего другие военные конфликты оказались обойдены вниманием, за исключением некоторых случаев. Прочие «горячие точки» в лучшем случае упомянуты на мемориалах, без персонификации. Это объясняется тем, что погибшие в Афганистане есть почти во всех районах страны, а вот погибшие в других военных конфликтах — нет, и многие не похоронены на малой родине, потому там не известны. На 2022 год имелось 29 улиц в различных населённых пунктах Беларуси, названных в честь погибших в ходе локальных войн и военных конфликтов земляков, из которых 27 — «афганцам».
13 марта 1993 года было основано общественное объединение «Белорусский союз ветеранов войны в Афганистане». Также создано Белорусское общественное объединение ветеранов боевых действий на территории других государств (БООВБД ТДГ, бел. Беларускае грамадскае аб’яднанне ветэранаў баявых дзеянняў на тэрыторыі іншых дзяржаў, БГАВБД ТІД). На 2008 год в нём состояли участники войн на территории 14 стран, включая Египет, Вьетнам, Алжир, Лаос, Северный и Южный Йемен, Камбоджа, Испания, Сирия и другие. Воины-«афганцы» сюда не входят. На тот момент Беларусь была единственной бывшей советской республикой, где действовала организация, объединившая ветеранов стольких конфликтов.
В 2007 году представители БООВБД ТДГ решили создать музей воинов-интернационалистов. Они собрали экспонаты, арендовали помещение, однако из-за плохого финансового положения организации он просуществовал всего 4 месяца. Тогда ветераны обратились к Белорусскому государственному музею истории Великой Отечественной войны, который посвятил участию белорусов в конфликтах после 1945 года зал № 10. Здесь представлены экспозиции по Корейской, Вьетнамской, Ангольской, Афганской войнам, Карибскому кризису и Арабо-израильским конфликтам.
Участие соотечественников в локальных конфликтах XX века в современной Беларуси приобрело интерес как своеобразное «возвращение имён». Изучением вопроса занимались в Центре военной истории Института истории НАН РБ в рамках направления «выявление и характеристика комплекса отечественных и зарубежных документальных и историографических источников, в котором отражены масштаб и степень участия белорусов и уроженцев Беларуси в войнах и военных конфликтах XX в.», что прорабатывалось Ириной Воронковой и Александрой Кузнецовой-Тимоновой.
Исходя из официальной позиция страны в выпускаемой публицистике, в государстве сложилось уважительное отношение к памяти воинов-интернационалистов, а участием белорусов в зарубежных войнах гордятся в обществе.